# Rohan Marley

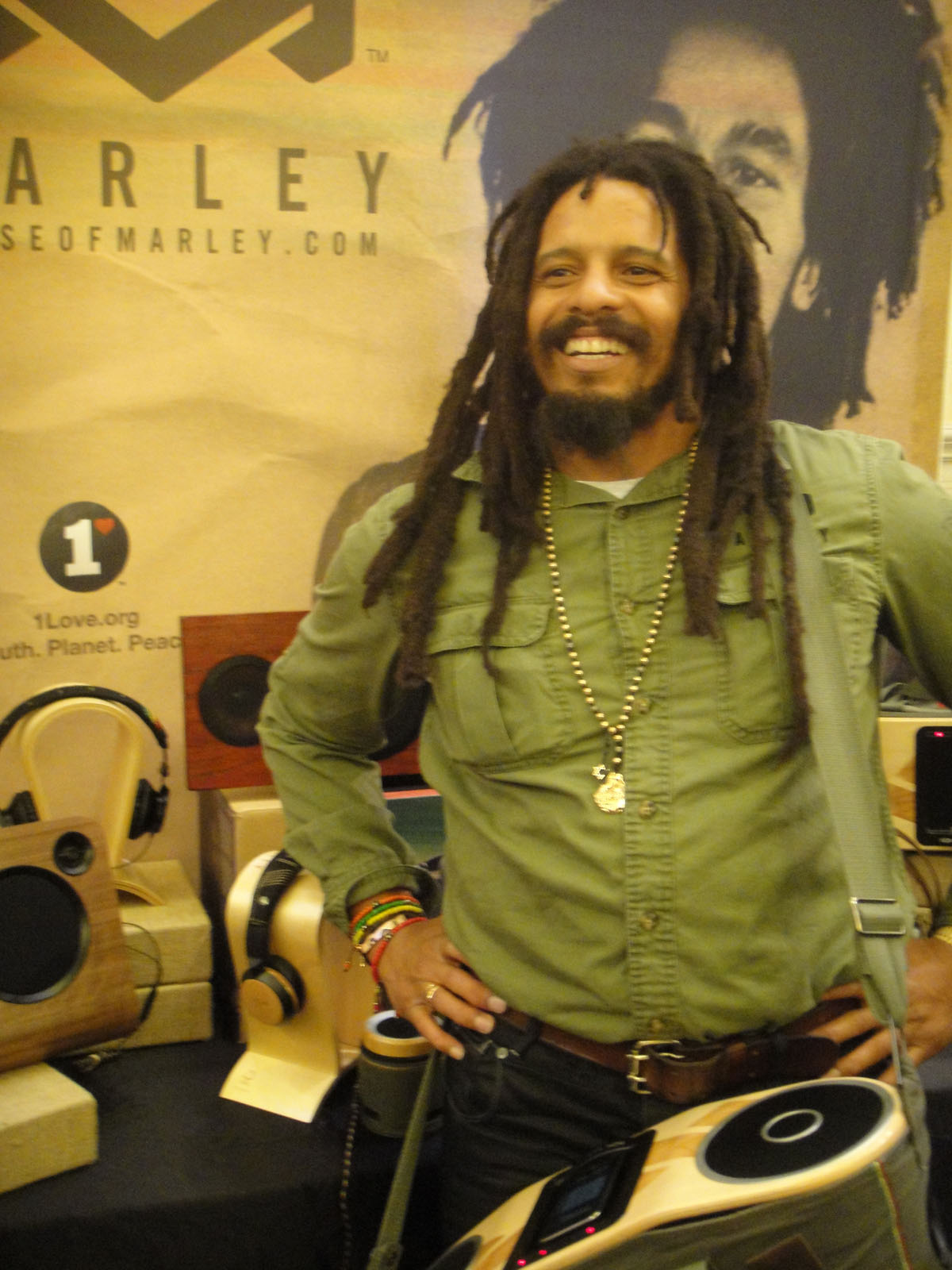
Rohan Marley

Rohan Anthony Marley (geboren 19 mei 1972) is  een Jamaicaans voormalig professioneel Americanfootballspeler en een zoon van reggae-zanger Bob Marley.
Marley brak door  als Americanfootballspeler in het team van de Universiteit van Miami. Later tekende hij een contract bij de voormalige Canadese club Ottawa Rough Riders. Hij stond linksback.
Marley heeft ook een eigen kledinglijn, Tuff Gong. Hij is aanhanger van het Rastafari-geloof.
Sinds 1996 heeft hij een relatie met zangeres/rapper Lauryn Hill. Samen hebben ze drie zoons (Zion David-Nesta Marley, John Marley en Joshua Omaru) en twee dochters (Sellah Louise Marley en Sarah).
- International Standard Name Identifier: 0000 0004 2366 6999
- Library of Congress Control Number: no2013123560
- MusicBrainz: b6f68889-a2ec-46ce-a89d-e775a4410d35
- Virtual International Authority File: 305410837
- WorldCat: E39PBJgXbCb7whDkTGvdhTqqQq